# Jiukenghe Shuiku
Jiukenghe Shuiku (kinesiska: 九坑河水库) är en reservoar i Kina. Den ligger i provinsen Guangdong, i den södra delen av landet, omkring 74 kilometer väster om provinshuvudstaden Guangzhou. Jiukenghe Shuiku ligger 38 meter över havet. Arean är 2,1 kvadratkilometer. Trakten runt Jiukenghe Shuiku består huvudsakligen av våtmarker. Den sträcker sig 4,5 kilometer i nord-sydlig riktning, och 3,7 kilometer i öst-västlig riktning.
Genomsnittlig årsnederbörd är 2 190 millimeter. Den regnigaste månaden är maj, med i genomsnitt 366 mm nederbörd, och den torraste är januari, med 32 mm nederbörd.